# Валдемар Карабина
Валдемар дос Сантос Фигейра (порт.-браз. Valdemar dos Santos Figueira; 28 января 1932, Сан-Паулу — 21 августа 2010, Салвадор), более известный как Валдемар Карабина (порт.-браз. Valdemar Carabina) — бразильский футболист, защитник. После завершения игровой карьеры работал тренером.

## Карьера
Валдемар Карабина начал играть в футбол в любительской команде компании «Маппен Сторес». Одновременно он работал там продавцом. Затем он играл за клуб «Америка» из города Ибитинга. В 1951 году, благодаря протекции Хуана Рауля Эчеваррьеты, Карабина перешёл «Ипирангу». С 1952 года Валдемар стал играть в основном составе команды. Там он выступал в центре обороны вместе с Марио Травальини. В 1954 году футболист перешёл в «Палмейрас», куда его пригласил главный тренер команды Клаудио Кардозо. Там защитник дебютировал 27 мая в матче с «Сантосом» (4:3). 15 августа того же года футболист забил первый мяч за клуб, поразив ворота «Линенсе» (5:1). В 1959 году Карабина выиграл с клубом чемпионат штата Сан-Паулу, а затем ещё дважды побеждал на этом турнире. В 1960 году клуб завоевал Чашу Бразилии, а в 1965 году отпраздновал победу в турнире Рио — Сан-Паулу. Всего в «Палмейрасе» выступал на протяжении 13 сезонов. Всего за клуб он провёл 584 матча и забил 9 голов, по другим данным 595 матчей, по третьим данным 598 матчей. Последнюю встречу в составе команды Карабина сыграл 21 августа 1966 года с «Брагантино» (2:0). Завершил карьеру Валдемар в 1968 году в клубе «Комерсиал» из Рибейран-Прету.
В начале 1970-х Валдемар дважды становился главным тренером клуба «Атлетико Паранаэнсе». В 1978 году он выиграл с клубом АБС чемпионат штата Риу-Гранди-ду-Норти. Также Карабина тренировал клуб «Сентро Спортиво Алагоано». В 1985 году клуб под его руководством провёл 22 матча в серии А, из которых выиграл 10. Также он трижды выиграл с командой чемпионат штата. В 1987 году Карабина стал главным тренером «Палмейраса». По его руководством клуб провёл 41 матч, из которых выиграл только 16. В 1991 году он выиграл с клубом «Ремо» чемпионат штата Пара.
Последние пять лет жизни Валдемар страдал от болезни Альцгеймера. Он умер в возрасте 78 лет в больнице Сан-Рафаэл в Салвадоре. Валдемар был кремирован в крематории Жардим-да-Саудаде в том же городе.

## Прозвище
Своё прозвище «Карабина» (карабин) Валдемар получил от комментатора радиостанции Panamericana Марио Мораэса. В одном из матчей, в котором защитник забил гол, он сказал: «Валдемар бьет сильнее, чем выстрел из карабина». Прозвище прижилось, и футболист стал выходить на поле с именем Карабина

## Статистика

### Клубная
| Сезон | Команда   | Игры | Голы |
| ----- | --------- | ---- | ---- |
| 1954  | Палмейрас | 24   | 3    |
| 1955  | Палмейрас | 34   | 0    |
| 1956  | Палмейрас | 65   | 2    |
| 1957  | Палмейрас | 46   | 1    |
| 1958  | Палмейрас | 61   | 1    |
| 1959  | Палмейрас | 70   | 2    |
| 1960  | Палмейрас | 61   | 0    |
| 1961  | Палмейрас | 61   | 0    |
| 1962  | Палмейрас | 40   | 0    |
| 1963  | Палмейрас | 34   | 0    |
| 1964  | Палмейрас | 34   | 0    |
| 1965  | Палмейрас | 51   | 0    |
| 1966  | Палмейрас | 17   | 0    |

### Международная
| Матчи Валдемара Карабины за сборную Бразилии | Матчи Валдемара Карабины за сборную Бразилии | Матчи Валдемара Карабины за сборную Бразилии | Матчи Валдемара Карабины за сборную Бразилии | Матчи Валдемара Карабины за сборную Бразилии | Матчи Валдемара Карабины за сборную Бразилии | Матчи Валдемара Карабины за сборную Бразилии |
| -------------------------------------------- | -------------------------------------------- | -------------------------------------------- | -------------------------------------------- | -------------------------------------------- | -------------------------------------------- | -------------------------------------------- |
| №                                            | Дата                                         | Место проведения                             | Оппонент                                     | Счёт                                         | Голы                                         | Турнир                                       |
| 1                                            | 29 июня 1961                                 | Рио-де-Жанейро                               | Парагвай                                     | 3:2                                          | —                                            | Товарищеский матч                            |
| 2                                            | 7 сентября 1965                              | Белу-Оризонти                                | Уругвай                                      | 3:0                                          | —                                            | Товарищеский матч                            |

## Достижения

### Как игрок
- Чемпион штата Сан-Паулу: 1959, 1963, 1966
- Обладатель Чаши Бразилии: 1960
- Победитель турнира Рио — Сан-Паулу: 1965

### Как тренер
- Чемпион штата Риу-Гранди-ду-Норти: 1978
- Чемпион штата Алагоас: 1984, 1985, 1988
- Чемпион штата Пара: 1991, 1994, 1996, 1997

## Личная жизнь
Валдемар был женат. Супруга — Лижия. У них было двое детей, Розане и Валдемар, и четыре внука. 